# Plaza Juan Pedro López
La plaza Juan Pedro López es un espacio público de Caracas, Venezuela ubicado en el centro histórico de la ciudad, entre las esquinas de Salas, Altagracia, Mijares y Las Mercedes en la Parroquia Altagracia.
La idea de construir la plaza surge por iniciativa del Banco Central de Venezuela, el cual se encarga de adquirir la totalidad del terreno ubicado detrás de la sede principal del banco. Para ello deciden contactar a Tomás José Sanabria, quien había diseñado el primer edificio del BCV, el cual recibió el Premio Nacional de Arquitectura 1967 y luego diseñó la Torre Financiera BCV. La Plaza Juan Pedro López fue inaugurada el 29 de noviembre de 1998 y tiene una superficie de 14.000 m², siendo una de las más grandes de la ciudad de Caracas.
Debe su nombre al pintor, escultor y dorador de la época colonial Juan Pedro López (1724-1787).
La plaza fue concebida en cuatro áreas, la noreste cubierta de árboles, la noroeste totalmente abierta, la sureste que es techada y donde se encuentra el anfiteatro y la parte suroeste es ocupada por la Biblioteca Ernesto Peltzer y el Centro Cultural Salvador de la Plaza.